# プロカインベンジルペニシリン
プロカインベンジルペニシリンまたはペニシリンGプロカイン塩はいくつかの細菌感染症の治療に用いられる抗生物質である。主に使用される細菌感染症は梅毒、炭疽症、口腔感染症、 肺炎、ジフテリア、蜂巣炎、動物咬傷である。投与法は筋肉注射である。
副作用は穿刺による痛み、血液凝固障害、発作、アナフィラキシーを含むアレルギー反応である。梅毒の治療に用いた際にヤーリッシュ・ヘルクスハイマー反応が生じることがある。過去にペニシリンアレルギーまたはプロカインアレルギーが生じたことがある人への投与は勧められない。妊娠中や授乳期間中のヒトへの投与は比較的安全である。プロカインベンジルペニシリンはβ-ラクタム系抗生物質に属する薬剤である。プロカインベンジルペニシリンの作用機序はベンジルペニシリンにより細菌を殺し、プロカインがその効能を持続させる役割をする。
プロカインベンジルペニシリンは1948年に医薬品として使われ始めた。世界保健機構の必須医薬品モデル・リストに掲載されており、最も効果的で安全な医療制度に必要とされる薬剤である。開発途上国での卸値は1日分約$0.09～$0.18米ドルである。米国での一貫の治療にかかる費用は$100～$200米ドルである。